# 59B busz (Tatabánya)
A tatabányai 59B jelzésű autóbusz a Végállomás és a Bridgestone között közlekedik. A vonalat a T-Busz Tatabányai Közlekedési Kft. üzemelteti.

## Története
Az új buszvonalat 2018. január 1-jén indította el Tatabánya új közlekedési társasága, a T-Busz Kft.

## Útvonala
| Bridgestone felé | Végállomás felé |
| --- | --- |
| Végállomás – Tatai út – Népház utca – Vértanúk tere – Népház utca – Szent Borbála út – Összekötő út – Köztársaság útja – Ifjúság utca – Mártírok útja – Fő tér – Komáromi utca – Álmos vezér utca – Győri út – Dózsa György út – Réti utca – Erdész utca – Lapatári utca – Gerecse utca – Hadsereg utca – Szent György utca – Szőlődomb utca – Búzavirág utca – Orgonás út – Üveggyár utca – Kőhíd út – Bridgestone | Bridgestone – Kőhíd út – Üveggyár utca – Orgonás út – Búzavirág utca – Szőlődomb utca – Szent György utca – Hadsereg utca – Gerecse utca – Lapatári utca – Erdész utca – Réti utca – Dózsa György út – Győri út – Álmos vezér utca – Komáromi utca – Fő tér – Mártírok útja – Ifjúság út – Összekötő út – Szent Borbála út – Népház utca – Vértanúk tere – Népház utca – Tatai út – Végállomás |

## Megállóhelyei
| 0  | 0  | Végállomás végállomás  | 39 | 33 | 52, 52I, 53, 53B, 53I, 57, 59, 59I |
| 2  | 2  | Vértanúk tere          | 37 | 31 | 3, 3A, 3G, 3L, 5, 5P, 8, 8L, 8S, 10, 18, 38, 38G, 53B 822, 824, 8406, 8410, 8423, 8435, 8437, 8472 |
| 3  | 3  | Népház                 | 36 | 30 | 3, 3A, 3G, 3L, 5, 5P, 8, 8L, 8S, 10, 18, 38, 38G, 53B |
| 5  | 5  | Sportpálya             | 34 | 28 | 1, 1G, 4, 4E, 5, 5P, 6, 10, 11, 16, 51, 51B 822, 824, 8406, 8410, 8423, 8432, 8435, 8436, 8437, 8443, 8460, 8472 |
| 7  | 7  | Szent Borbála út       | 32 | 26 | 1, 1G, 4, 4E, 5, 5P, 6, 10, 11, 16, 51, 51B 822, 824, 8406, 8410, 8423, 8432, 8435, 8436, 8437, 8443, 8460, 8472 |
| 9  | 9  | Összekötő út           | 30 | 24 | 2, 5, 5P, 6, 15, 16, 52, 52I, 55 822, 823, 824, 8406, 8410, 8423, 8432, 8435, 8436, 8437, 8442, 8443, 8472 |
| 11 | 11 | Kodály Zoltán Iskola   | 28 | 22 | 5, 5P, 6, 8, 8L, 10, 15, 16, 18, 38, 38G, 53B, 53I, 55, 57 822, 823, 824, 8406, 8410, 8423, 8432, 8435, 8436, 8437, 8442, 8443, 8472 1784 |
| 12 | 12 | Ifjúság út             | 27 | 21 | 2, 3, 3A, 3G, 3L, 6, 9, 9D, 10, 16, 38, 38G, 52, 52I, 53, 53B, 57, 59I, 70 8443 |
| 13 | 13 | Mártírok útja          | 26 | 20 | 2, 3, 3A, 3G, 3L, 6, 9, 9D, 10, 16, 38, 38G, 53, 53B, 57, 59I, 70 8443 |
| 14 | 14 | Fő tér                 | 25 | 19 | 2, 3, 3A, 3G, 3L, 6, 9, 9D, 10, 16, 38, 38G, 53, 53B, 57, 59I, 70 8443 |
| 15 | 15 | Álmos vezér utca       | ∫  | ∫  | 6, 9, 9D, 10, 53I, 59I, 70 Autóbusz-állomásról (nem helyből indul!): 770, 804, 814, 822, 823, 824, 8400, 8402, 8403, 8406, 8410, 8423, 8432, 8435, 8436, 8437, 8441, 8442, 8462, 8463, 8464, 8465, 8466, 8467, 8472, 8479 1758, 1824, 1841, 1843, 1845, 1848, 1850, 1851 S10 G10 S12 IC, EC, EN, gyorsvonat, expresszvonat, |
| ∫  | ∫  | Vértes Center          | 24 | 18 | 38, 38G, 53I, 59I Autóbusz-állomásról (nem helyből indul!): 770, 804, 814, 822, 823, 824, 8400, 8402, 8403, 8406, 8410, 8423, 8432, 8435, 8436, 8437, 8441, 8442, 8462, 8463, 8464, 8465, 8466, 8467, 8472, 8479 1758, 1824, 1841, 1843, 1845, 1848, 1850, 1851 S10 G10 S12 IC, EC, EN, gyorsvonat, expresszvonat,          |
| 17 | 17 | Kórház                 | 22 | 16 | 1, 1G, 6, 8, 8L, 8S, 9, 11, 16, 18, 38, 38G, 50, 57 770, 823, 8402, 8403, 8441, 8442, 8443, 8462, 8463, 8464, 8465, 8466, 8467 1758, 1824, 1841, 1843, 1845, 1846, 1848, 1851 |
| 18 | 18 | Bánki Donát Iskola     | 21 | 15 | 2, 8, 8L, 8S, 9D, 18, 26, 26R, 38, 38G, 51B, 52, 52I, 59, 59I |
| 19 | 19 | Millennium lakópark    | 20 | 14 | 2, 8, 8L, 8S, 9D, 18, 26, 26R, 38, 38G, 51B, 52, 52I, 59, 59I |
| 20 | 20 | Mentőállomás           | 19 | 13 | 8, 8L, 8S, 11, 18, 38, 38G, 51B, 52, 52I, 59 |
| 21 | 21 | Lapatári utca          | ∫  | ∫  | 3, 3A, 3G, 3L, 8, 8L, 8S, 10, 18, 38, 38G, 52, 52I, 53, 53B, 53I |
| 23 | 23 | Szent György utca      | 16 | 10 | 3G, 3L, 8L, 38, 38G, 52I, 53I |
| 25 | 25 | Kertvárosi lakótelep   | 14 | 8  | 3G, 3L, 4, 4E, 8L, 9, 9D, 10, 18, 38, 38G, 52I, 53, 53B, 53I, 54 |
| 26 | 26 | Szőlődomb utca         | 13 | 7  | 4, 4E, 9, 9D, 52I, 53, 53B, 53I, 54 |
| 27 | 27 | Szőlődomb utca, alsó   | 12 | 6  | 4, 4E, 9, 9D, 52I, 53, 53B, 53I, 54 |
| 29 | ∫  | Otto Fuchs             | 10 | ∫  | 50, 51, 51B, 52I, 53, 53B, 53I, 54, 55, 57, 59, 59I 8402, 8403 |
| 30 | ∫  | Coloplast              | 9  | ∫  | 50, 51, 51B, 52I, 53, 53B, 53I, 54, 55, 57, 59, 59I 8402, 8403 |
| 32 | ∫  | Lotte - Samsung        | 7  | ∫  | 50, 51, 51B, 52I, 53, 53B, 53I, 54, 55, 57, 59, 59I 8402, 8403 |
| 34 | ∫  | AGC Üveggyár           | 5  | ∫  | 50, 51, 51B, 52I, 53, 53B, 53I, 54, 55, 57, 59, 59I 8402, 8403 |
| 36 | ∫  | BD Hungary             | 3  | ∫  | 50, 51, 51B, 52I, 53, 53B, 53I, 54, 55, 57, 59, 59I 8402, 8403 |
| 37 | ∫  | Henkel Kft.            | 2  | ∫  | 50, 51, 51B, 52I, 53, 53B, 53I, 54, 55, 57, 59, 59I 8402, 8403 |
| 39 | 33 | Bridgestone végállomás | 0  | 0  | 50, 51, 51B, 52I, 53B, 53I, 54, 55, 57, 59I |